# Hontanillas
Hontanillas es un pueblo deshabitado de la provincia de Guadalajara, actualmente integrado en el término municipal de Pareja.

## Historia
Hacia mediados del siglo XIX, el lugar tenía contabilizada una población de 168 habitantes. La localidad aparece descrita en el noveno volumen del Diccionario geográfico-estadístico-histórico de España y sus posesiones de Ultramar de Pascual Madoz de la siguiente manera:

HONTANILLAS: ald. de la jurisd. de Pareja en la prov. de Guadalajara (8 leg.), part. jud. de Sacedon (3), aud. terr. de Madrid (18), c. g. de Castilla la Nueva, dióc. de Cuenca (12). sit. en terreno pedregoso, al pie de un escarpado cerro, la combate principalmente el viento N. que hace su clima propenso á fiebres catarrales: tiene 65 casas, escuela de instruccion primaria frecuentada por 6 alumnos, a cargo de un maestro, sin mas dotacion que la convenida por los padres de los discípulos; una fuente de buenas aguas y una igl. parr. de entrada (la Asuncion de Ntra. Sra.) servida por un cura y un sacristan. térm. confina N. la Puerta; E. Alique; S. Torronteras, O. Villaescusa: el terreno que participa de quebrado y llano, es pedregoso y de mediana calidad; comprenda un monte poblado de diferentes clases de arboles y matas bajas. caminos: los locales en regular estado. correo: se recibe y despacha en la estafeta de Sacedon por el cartero de Pareja. prod.: trigo, aceite, vino y legumbres; se cria ganado lanar y las caballerias necesarias para la agricultura; caza de perdices, conejos y liebres. ind.: la agrícola y un molino aceitero. comercio: esportacion de frutos sobrantes é importacion de los art. de consumo que faltan. pobl.: 49 vec., 168 alm. cap. prod.: 764,445 rs. imp.: 68,800 contr.: 3,624.
(Madoz, 1847, p. 221)

## Demografía
| Gráfica de evolución demográfica de Hontanillas entre 1857 y 1960 |
| |
| Población de derecho según los censos de población del INE Población de hecho según los censos de población del INEEntre el censo de 1857 y el anterior, aparece este municipio porque se segrega del municipio Pareja. Entre el censo de 1981 y el anterior, este municipio desaparece porque se integra en el municipio Pareja En el censo 1970 figura sin habitantes |